# 道の駅東洋町
道の駅東洋町（みちのえき とうようちょう）は、高知県安芸郡東洋町にある国道55号の道の駅である。

## 概要
高知県26番目の道の駅。2008年（平成20年）にオープンした直売所海の駅東洋町を知名度向上を狙い登録申請し名称変更を行った。

## 歴史
- 2008年（平成20年） - 直売所「海の駅東洋町」としてオープン[2]。
- 2024年（令和6年）
  - 8月7日 - 国土交通省より道の駅第61回登録において、「道の駅東洋町」として登録[1]。
  - 10月9日 - 開駅[2]。

## 施設
- 駐車場 164台
- トイレ 30器
- 情報提供施設
- 休憩施設
- 観光案内所
- ベビーコーナー
- 公衆無線LAN
- 物販施設
- 飲食施設
- EV充電施設
- シャワー室
- バス停留所
- DMV停留所
- キャンプ場

## アクセス
- 国道55号 - 登録路線
- 阿佐海岸鉄道 - 海の駅東洋町バス停すぐ
- 徳島バス南部 - 海の駅東洋町バス停すぐ
- 高知東部交通 - 海の駅東洋町バス停すぐ
- 徳島バス室戸・生見・阿南大阪線 - 甲浦バス停から徒歩（※阿南駅～甲浦間のみ途中乗降可能）

## 周辺
- 白浜海水浴場